# Kanton Bourgoin-Jallieu-Sud
Kanton Bourgoin-Jallieu-Sud (fr. Canton de Bourgoin-Jallieu-Sud) je francouzský kanton v departementu Isère v regionu Rhône-Alpes. Skládá se z 12 obcí.

## Obce kantonu
- Badinières
- Bourgoin-Jallieu (jižní část)
- Châteauvilain
- Crachier
- Domarin
- Les Éparres
- Maubec
- Meyrié
- Nivolas-Vermelle
- Saint-Alban-de-Roche
- Sérézin-de-la-Tour
- Succieu